# Gregory Scarpa
Gregory Scarpa (New York, 8 mei 1928 - Rochester, 4 juni 1994) ook bekend onder het pseudoniem The Grim Reaper, was een Amerikaanse gangster die furore maakte binnen de maffiafamilie Colombo in New York. Tijdens zijn hoogtijdagen was hij een capo.

## Moordaanslag
Terwijl Colombobaas Carmine Persico een levenslange gevangenisstraf uitzat, brak in 1991 een interne oorlog uit binnen de familie Colombo. Scarpa, een van Persico's felle aanhangers, werd door Persico verkozen als militair leider. Aanhangers van Persico probeerden capo Victor Orena, die een coupe wou plegen, te vermoorden. Dit mislukte en als wraakpoging besloot Orena dat Scarpa omgebracht moest worden. Op 18 november verliet Scarpo, met een aantal vrienden, het huis van zijn dochter in Brooklyn. Toen de wagen waarin ze reden, moest stoppen voor het stoplicht rende een aantal huurmoordenaars naar de wagen toe en opende het vuur. Enkele omstanders raakten gewond, maar Scarpa wist de hinderlaag te ontvluchten door het gaspedaal in te trappen en alles te rammen wat in zijn weg lag. Zijn dochter en kleindochter, die in een wagen zaten die achter zijn wagen voor het stoplicht stond, zagen alles gebeuren. Als gevolg van de moordpoging reden Scarpa en enkele andere Persicoaanhangers dagenlang over Avenue U in Brooklyn, op zoek naar aanhangers van Orena. Vooral William Cutolo, de organisator van de moordpoging op Scarpa, was een gewild doelwit. Binnen enkele weken vermoorden ze de Orena-aanhangers Rosario Nastasa, Vincent Fusaro en James Malpiso. Fursaro werd persoonlijk door Scarpa doodgeschoten toen hij zijn kerstverlichting aan het ophangen was. Ook Genoveselid Thomas Amato werd, al was het door vergissing, vermoord door Persicoaanhangers.

## Gevangenschap
In 1992 werd Scarpa, tijdens een rechtszitting wegens zijn ziekte, aangehouden wegens overtreding van de vuurwapenwet. Enkele dagen erna werd Scarpa aangeklaagd voor verschillende afpersingen en drie moorden. Wegens zijn ziekte mocht Scarpa zijn voorarrest, onder elektronisch toezicht, thuis uitzitten. Op 29 december 1992 werd zijn zoon Joey Scarpa door de twee Lucheseleden, Michael DeRosa en Ronald Moran, met een vuurwapen bedreigd. Scarpa was woest en stapte, ondanks het elektronisch toezicht, met zijn zoon en een vriend in zijn wagen op zoek naar de twee mannen. In een straat vlak bij hun huis kwam Scarpa ze tegen en nam ze onder vuur, waarbij DeRosa tweemaal werd geraakt. Moran schoot meteen terug en raakte Scarpa in zijn rechteroog. Bij thuiskomst zou Scarpa whiskey in zijn oog gegoten hebben en de politie verteld hebben dat hij in orde was. Later ging hij alsnog naar het ziekenhuis waar de kogel verwijderd werd en geconstateerd werd dat hij blijvend blind was aan zijn rechteroog. De aanklagers hieven Scarpa's huisarrest op en stuurden hem naar de gevangenis.